# Korkbrand

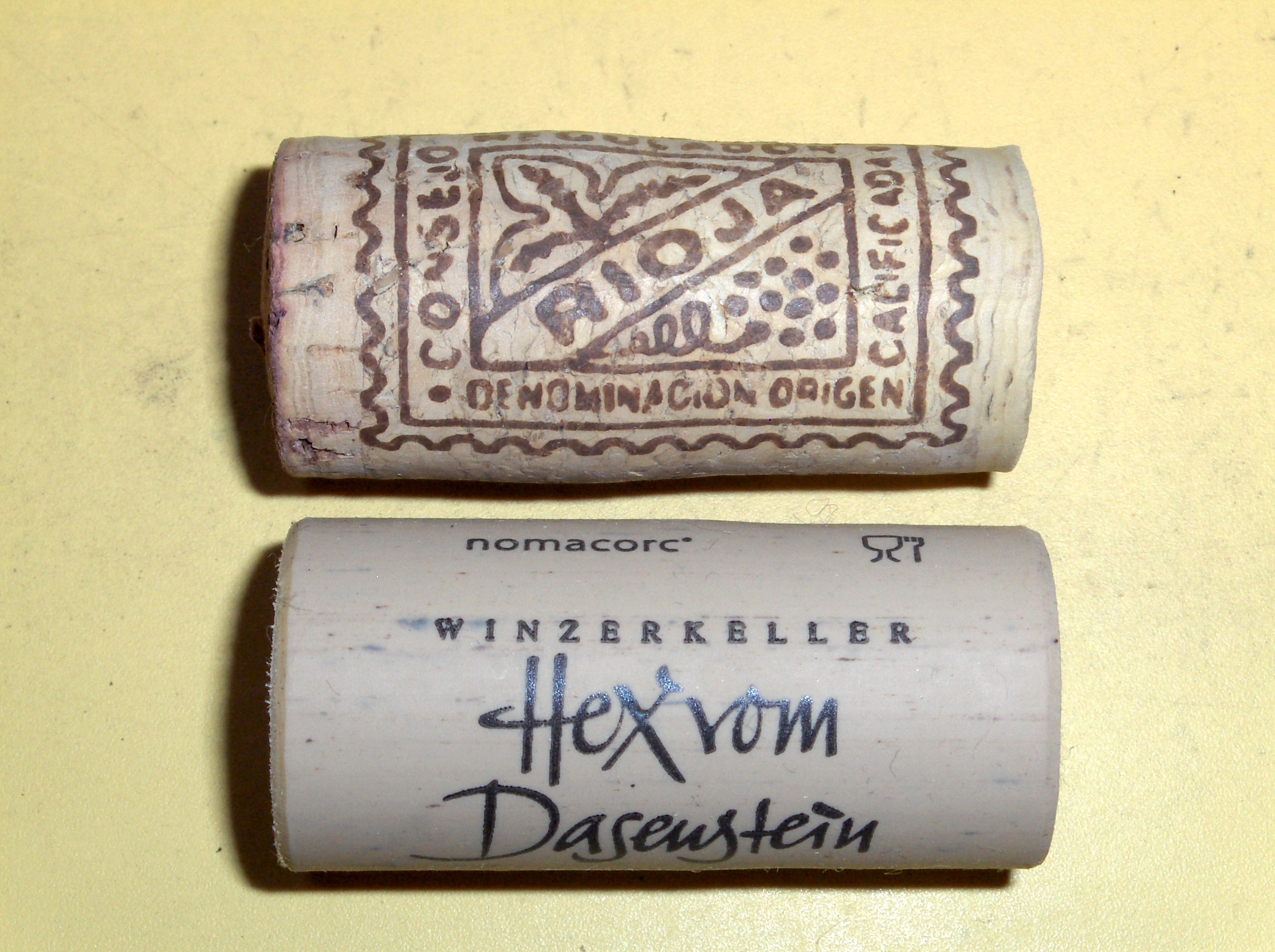
Weinkorken mit Korkbrand

Als Korkbrand wird die auf der Seitenfläche von Wein- und Sektkorken eingebrannte, heute auch aufgedruckte oder eingeprägte Bezeichnung des Herstellers oder der Herkunft des Weines oder Sektes bezeichnet. In einigen Anbaugebieten ist die Angabe auf dem Korken je nach Qualität des Weines oder Sektes vorgeschrieben, in vielen erfolgt sie jedoch freiwillig. Sie bestätigt die Angaben auf dem Etikett, das sich leichter austauschen lässt als der Stopfen.

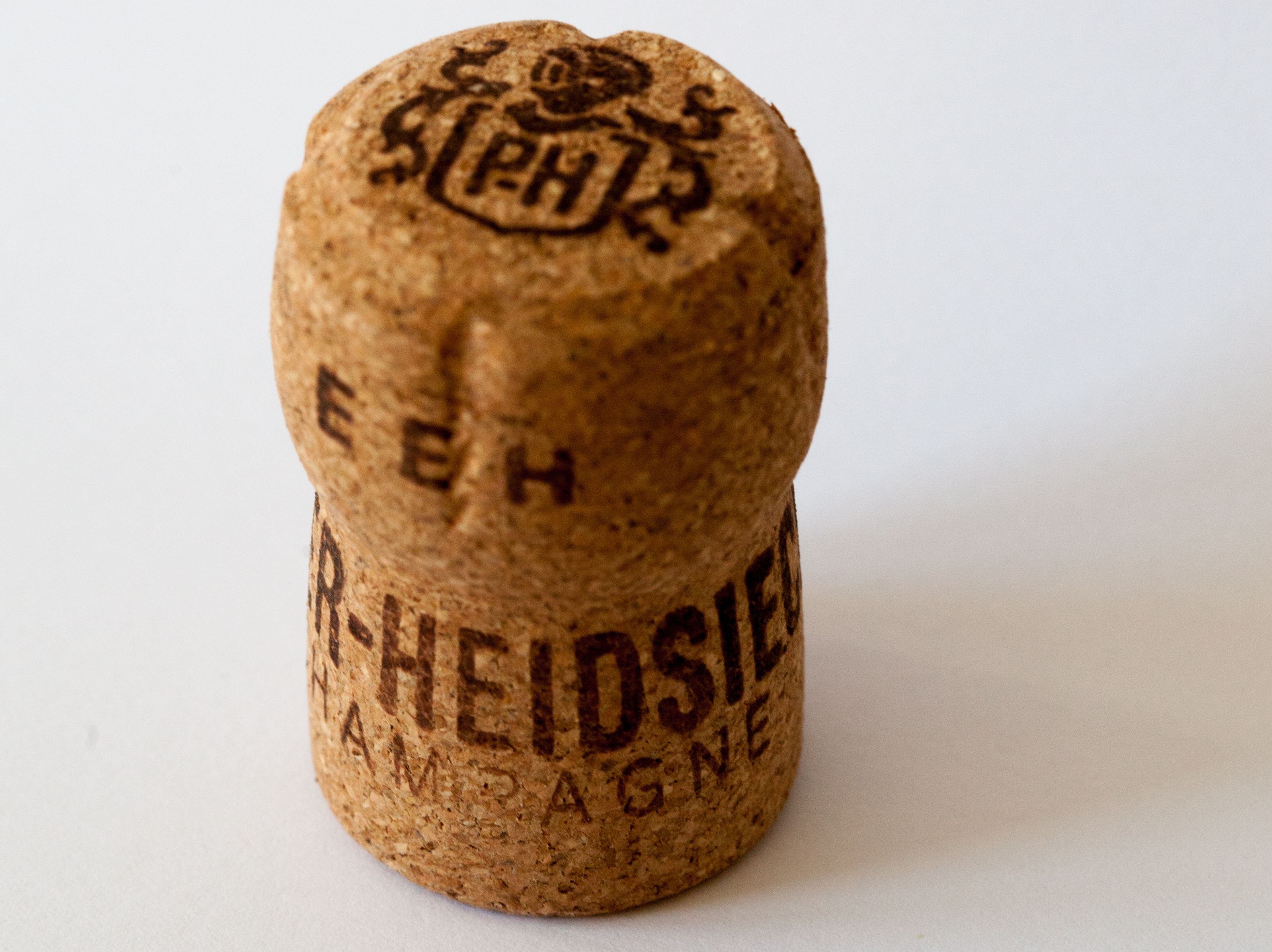
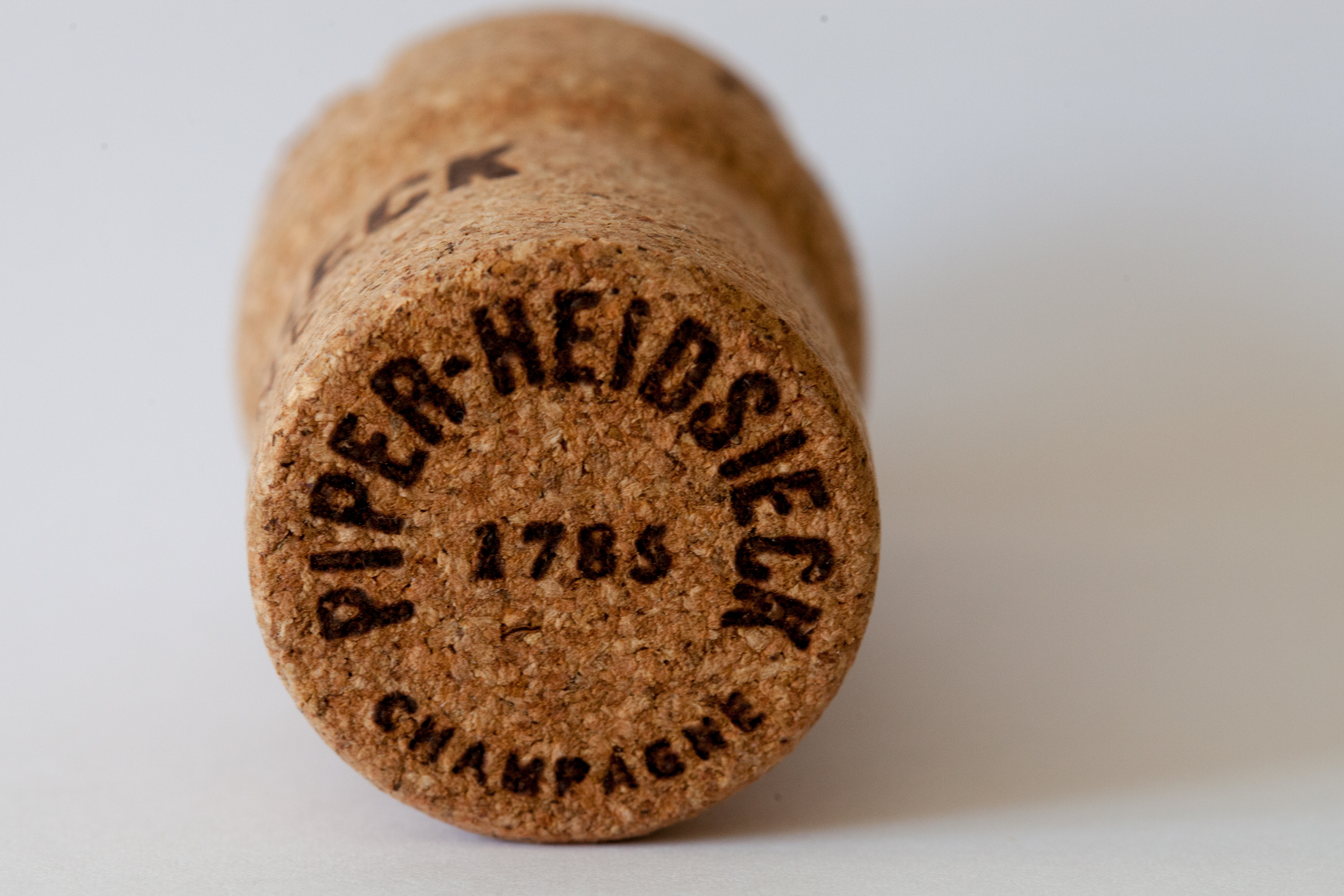
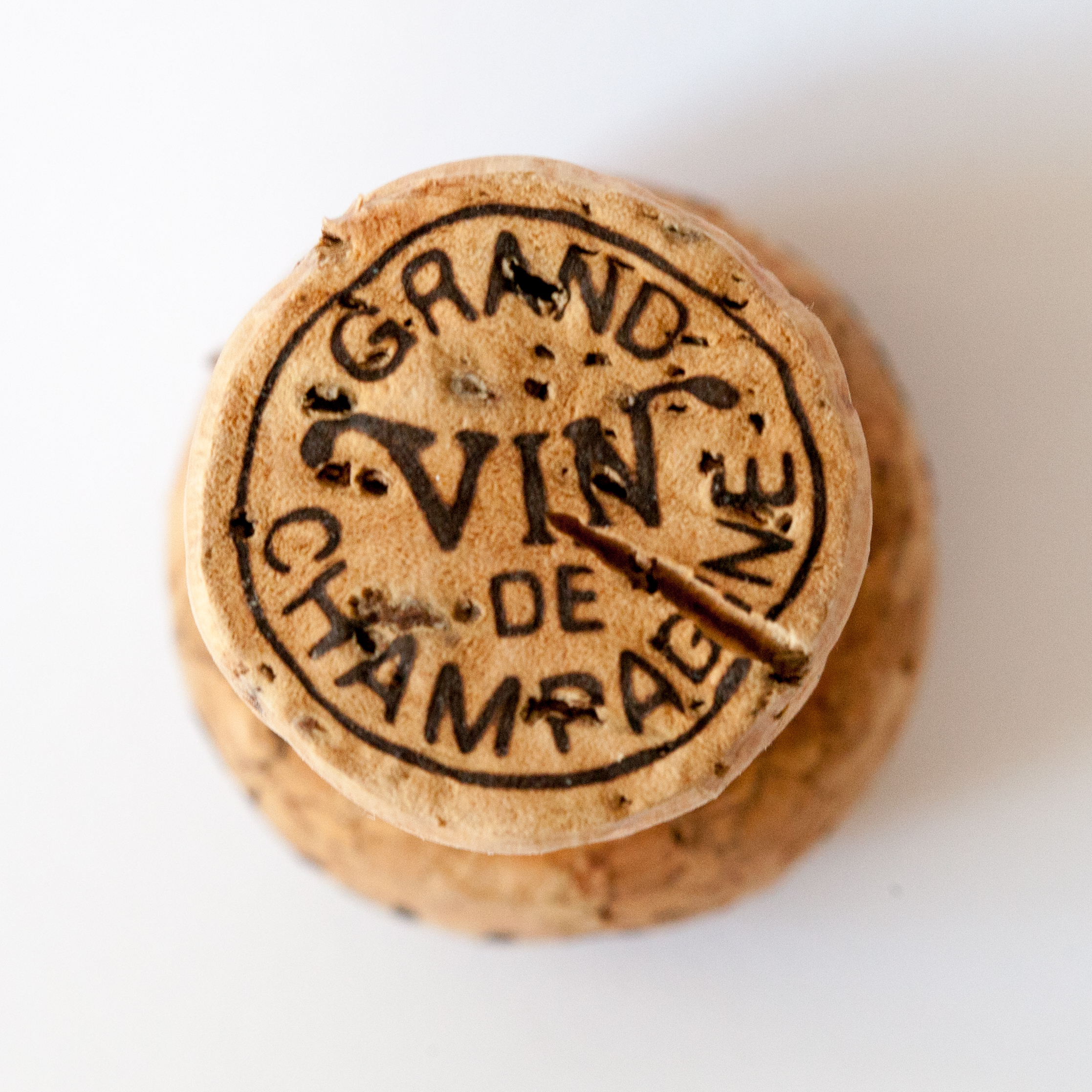